# Светозар Милетић (Сомбор)
Светозар Милетић (мађ. Nemesmilitics, хрв. Lemeš) је насеље у граду Сомбору, у Западнобачком управном округу, у Србији. Према попису из 2022. било је 2162 становника. Село је добило име по Светозару Милетићу.

## Историја
Око 1400. године на овом простору помињу се значајна насеља Хајски Ловренац (Haj Syent Lorinc) а касније Халмош, која припадају мађарској држави. О њима се не зна много, највероватније су разорена.
После ослобађања од Турака 1687. године подручје опет улази у састав мађарских земаља које су тада биле у Хабзбуршкој монархији. Насеље тада носи назив Лемеш или Немеш Милитић. 1925. године назив насеља се мења у данашње име.
На коморској пустари између 1748. и 1752. године насељени су сиромашни племићи, који су дошли из "Горње Мађарске". Село чији су становници били сами племићи (Буњевци и Мађари) формирали су 1758. године политичку општину. Власт сеоску је тада чинио "хаднађ" (па од 1800. године капетан) са 12 сенатора. Било је у месту 1771. године 60 племића, а почели су се насељавати и други становници. До 1775. године насеље је носило назив Милетић.
У центру села постоји црква посвећена Рађању Блажене Девице Марије, Мале Госпе. Прва црква тршчара на том простору је направљена 1752. године, затим је поново направљена 1818. године. Проширена је 1842. године. Унутрашњост је осликао Ференц Лохр из Будимпеште. Таваница је осликана 1911. године. Испред цркве се налази камени крст који је постављен 1796. године.
Године 1767, овде је живело 1273, а 1799. г. 2060 становника, који су гајили пшеницу, кукуруз и кудељу, те држали винограде. Број становника је растао, па је 1900. г. у селу живело 3511, а 1931. г. 4155 становника (2318 Мађара, 1554 Буњевца, 217 Немаца и 26 осталих). Све до краја педесетих година 20. века у селу је постојала и радила Лемешка бања. Од 1925. г. село је добило данашњи назив – Светозар Милетић. После Другог светског рата овде није било колонизације, па је састав становништва (осим расељених Немаца) остао скоро непромењен.

## Познати људи из Светозара Милетића
- Стеван Хорват (1932–2018) - Магистар физичке културе, рвач, репрезентативац са више од хиљаду наступа. Био је 12 пута првак Југославије у грчко-римском и три пута у слободном стилу, првак света 1963. и 1966. године, други на свету 1961, 1962, 1965, други на Олимпијским играма 1968, први на медитеранским играма 1959. и 1967, првак Балкана 1960, 1961. и 1962. године. Први рвач у свету добитник награде за фер-плеј "Pjer de Kuberten" 1966. године, добитник награде "Јован Микић Спартак" 1982. и Мајске награде СОФК-е Србије 1964. године. Одликован Златним орденом ФИЛА. Заслужни спортиста Југославије.
- Тереза Кочиш (1934–2025) - гимнастичарка
- Золтан Сабо (1972–2020) - фудбалер, тренер

## Спорт
- ФК Јединство Светозар Милетић

## Демографија
У насељу Светозар Милетић живи 2535 пунолетних становника, а просечна старост становништва износи 41,0 година (39,0 код мушкараца и 42,9 код жена). У насељу има 1158 домаћинстава, а просечан број чланова по домаћинству је 2,74.
Становништво у овом насељу веома је нехомогено, а у последња три пописа, примећен је мањи пад у броју становника.
|  |

| Демографија | Демографија | Демографија |
| Година      | Становника  | Становника  |
| ----------- | ----------- | ----------- |
| 1948.       | 4.105       |             |
| 1953.       | 4.036       |             |
| 1961.       | 3.990       |             |
| 1971.       | 3.860       |             |
| 1981.       | 3.685       |             |
| 1991.       | 3.292       | 3.236       |
| 2002.       | 3.169       | 3.243       |
| 2011.       | 2.738       |             |

| Етнички састав према попису из 2002.‍ | Етнички састав према попису из 2002.‍ | Етнички састав према попису из 2002.‍ | Етнички састав према попису из 2002.‍ | Етнички састав према попису из 2002.‍ |
| ------------------------------------ | ------------------------------------ | ------------------------------------ | ------------------------------------ | ------------------------------------ |
|                                      |                                      |                                      |                                      |                                      |
| Мађари                               | Мађари                               |                                      | 1.455                                | 45,91%                               |
| Хрвати                               | Хрвати                               |                                      | 581                                  | 18,33%                               |
| Срби                                 | Срби                                 |                                      | 549                                  | 17,32%                               |
| Буњевци                              | Буњевци                              |                                      | 217                                  | 6,84%                                |
| Југословени                          | Југословени                          |                                      | 149                                  | 4,70%                                |
| Црногорци                            | Црногорци                            |                                      | 12                                   | 0,37%                                |
| Немци                                | Немци                                |                                      | 8                                    | 0,25%                                |
| Словаци                              | Словаци                              |                                      | 6                                    | 0,18%                                |
| Словенци                             | Словенци                             |                                      | 2                                    | 0,06%                                |
| Муслимани                            | Муслимани                            |                                      | 2                                    | 0,06%                                |
| Македонци                            | Македонци                            |                                      | 2                                    | 0,06%                                |
| Русини                               | Русини                               |                                      | 1                                    | 0,03%                                |
| непознато                            | непознато                            |                                      | 11                                   | 0,34%                                |

| \| \| м \| \| \| ж \| \| ? \| 7 \| \| \| 7 \| \| 80+ \| 27 \| \| \| 59 \| \| 75—79 \| 39 \| \| \| 64 \| \| 70—74 \| 72 \| \| \| 101 \| \| 65—69 \| 102 \| \| \| 115 \| \| 60—64 \| 69 \| \| \| 124 \| \| 55—59 \| 91 \| \| \| 100 \| \| 50—54 \| 106 \| \| \| 108 \| \| 45—49 \| 114 \| \| \| 106 \| \| 40—44 \| 110 \| \| \| 108 \| \| 35—39 \| 134 \| \| \| 105 \| \| 30—34 \| 107 \| \| \| 118 \| \| 25—29 \| 90 \| \| \| 85 \| \| 20—24 \| 110 \| \| \| 74 \| \| 15—19 \| 119 \| \| \| 92 \| \| 10—14 \| 97 \| \| \| 102 \| \| 5—9 \| 80 \| \| \| 90 \| \| 0—4 \| 72 \| \| \| 65 \| \| Просек : \| 39,0 \| \| \| 42,9 \| |      |  |  |      |
| |      |  |  |      |
| | м    |  |  | ж    |
| ? | 7    |  |  | 7    |
| 80+ | 27   |  |  | 59   |
| 75—79 | 39   |  |  | 64   |
| 70—74 | 72   |  |  | 101  |
| 65—69 | 102  |  |  | 115  |
| 60—64 | 69   |  |  | 124  |
| 55—59 | 91   |  |  | 100  |
| 50—54 | 106  |  |  | 108  |
| 45—49 | 114  |  |  | 106  |
| 40—44 | 110  |  |  | 108  |
| 35—39 | 134  |  |  | 105  |
| 30—34 | 107  |  |  | 118  |
| 25—29 | 90   |  |  | 85   |
| 20—24 | 110  |  |  | 74   |
| 15—19 | 119  |  |  | 92   |
| 10—14 | 97   |  |  | 102  |
| 5—9 | 80   |  |  | 90   |
| 0—4 | 72   |  |  | 65   |
| Просек : | 39,0 |  |  | 42,9 |

| Година пописа     | 1948. | 1953. | 1961. | 1971. | 1981. | 1991. | 2002. |
| ----------------- | ----- | ----- | ----- | ----- | ----- | ----- | ----- |
| Број домаћинстава | 1.357 | 1.370 | 1.432 | 1.404 | 1.357 | 1.231 | 1.158 |

| Број чланова      | 1   | 2   | 3   | 4   | 5  | 6  | 7 | 8 | 9 | 10 и више | Просек |
| ----------------- | --- | --- | --- | --- | -- | -- | - | - | - | --------- | ------ |
| Број домаћинстава | 244 | 333 | 237 | 237 | 59 | 36 | 9 | 1 | 2 | 0         | 2,74   |

| Пол    | Укупно | Неожењен/Неудата | Ожењен/Удата | Удовац/Удовица | Разведен/Разведена | Непознато |
| ------ | ------ | ---------------- | ------------ | -------------- | ------------------ | --------- |
| Мушки  | 1.297  | 423              | 766          | 58             | 49                 | 1         |
| Женски | 1.366  | 220              | 774          | 320            | 52                 | 0         |
| УКУПНО | 2.663  | 643              | 1.540        | 378            | 101                | 1         |

| Пол    | Укупно                    | Пољопривреда, лов и шумарство | Рибарство                            | Вађење руде и камена | Прерађивачка индустрија       |
| ------ | ------------------------- | ----------------------------- | ------------------------------------ | -------------------- | ----------------------------- |
| Мушки  | 665                       | 364                           | 1                                    | 0                    | 108                           |
| Женски | 363                       | 214                           | 0                                    | 0                    | 29                            |
| Укупно | 1.028                     | 578                           | 1                                    | 0                    | 137                           |
|        |                           |                               |                                      |                      |                               |
| Пол    | Производња и снабдевање   | Грађевинарство                | Трговина                             | Хотели и ресторани   | Саобраћај, складиштење и везе |
| Мушки  | 2                         | 52                            | 28                                   | 10                   | 64                            |
| Женски | 2                         | 2                             | 35                                   | 13                   | 7                             |
| Укупно | 4                         | 54                            | 63                                   | 23                   | 71                            |
|        |                           |                               |                                      |                      |                               |
| Пол    | Финансијско посредовање   | Некретнине                    | Државна управа и одбрана             | Образовање           | Здравствени и социјални рад   |
| Мушки  | 0                         | 3                             | 13                                   | 9                    | 7                             |
| Женски | 1                         | 2                             | 6                                    | 20                   | 28                            |
| Укупно | 1                         | 5                             | 19                                   | 29                   | 35                            |
|        |                           |                               |                                      |                      |                               |
| Пол    | Остале услужне активности | Приватна домаћинства          | Екстериторијалне организације и тела | Непознато            | Непознато                     |
| Мушки  | 2                         | 1                             | 0                                    | 1                    | 1                             |
| Женски | 3                         | 1                             | 0                                    | 0                    | 0                             |
| Укупно | 5                         | 2                             | 0                                    | 1                    | 1                             |

## Удружења
У насељу постоји Хрватско-буњевачко културно-уметничко друштво "Лемеш", удружење је основано 1999. године.